# Krystyna Prońko

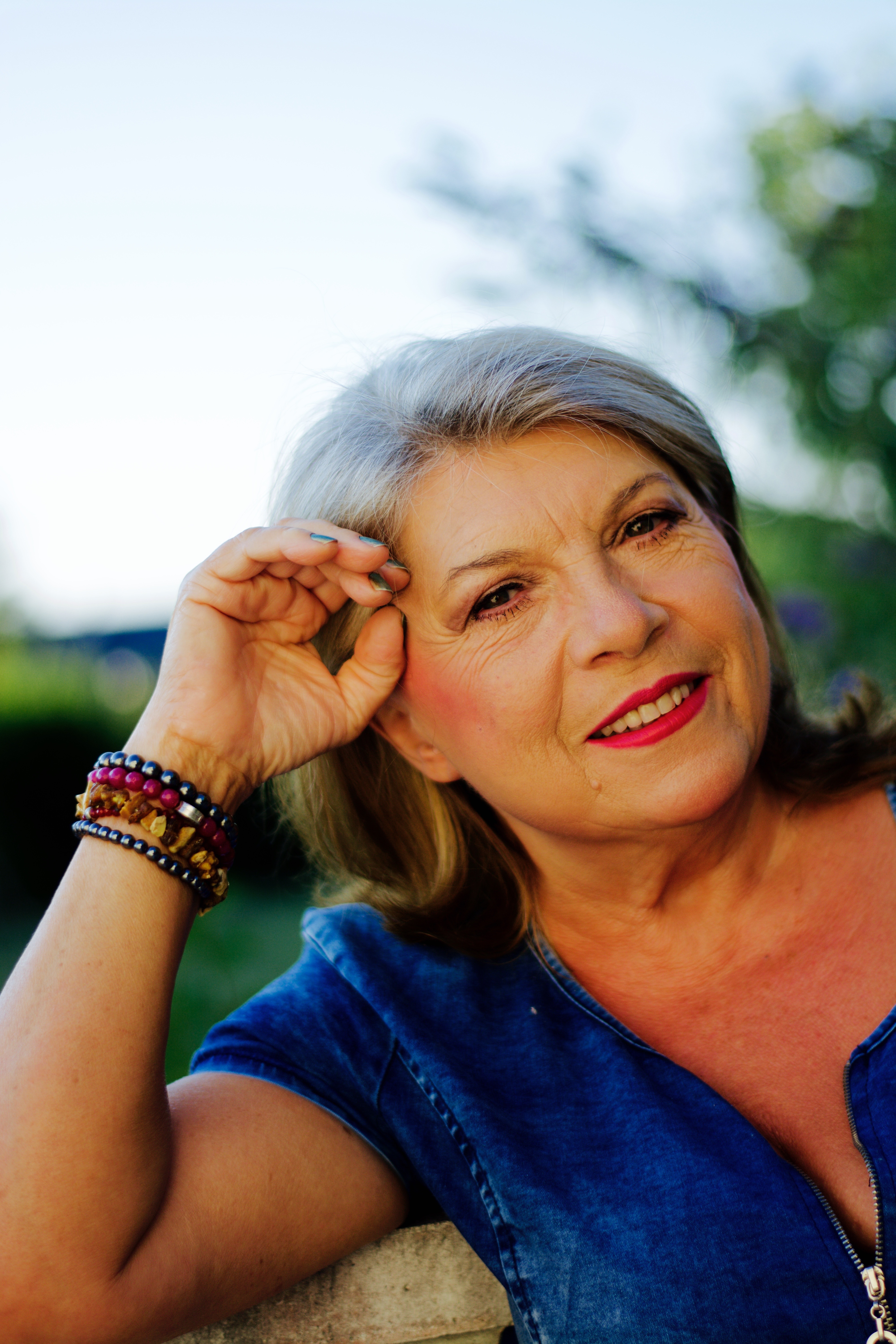
Krystyna Prońko (2016)

Krystyna Prońko (ur. 14 stycznia 1947 w Gorzowie Wielkopolskim) – polska piosenkarka i wokalistka jazzowa, kompozytorka, wydawca i pedagog muzyczny. Honorowy Obywatel Gorzowa Wielkopolskiego.

## Życiorys
Jej rodzina wywodzi się z Łemkowszczyzny. Przed II wojną światową część z niej mieszkała na Kresach wschodnich (teren obecnej Białorusi), a po wojnie osiedliła się w Gorzowie Wielkopolskim, gdzie urodziła się Krystyna. Ukończyła technikum chemiczne w Gorzowie Wielkopolskim, a następnie rozpoczęła pracę w jednym z gorzowskich laboratoriów jako chemik-analityk. Studiowała na Wydziale Jazzu i Muzyki Rozrywkowej Akademii Muzycznej w Katowicach.
Pracę artystyczną rozpoczęła w listopadzie 1966 roku jako organistka i wokalistka w rodzinnym zespole „Reflex” wraz z braćmi, Piotrem (saksofonistą) i Wojciechem (kontrabasistą, gitarzystą basowym) oraz z kolegami. Razem z grupą zadebiutowała w listopadzie 1969 występem na 1. Ogólnopolskim Festiwalu Awangardy Beatowej w Kaliszu, gdzie otrzymała indywidualne wyróżnienie eliminacyjne. Z końcem 1969 weszła w skład zespołu pod kierownictwem Antoniego Kopffa, który rozpoczął działalność w Rzeszowie i niebawem przyjął nazwę Respekt. Z grupą dokonała nagrań dla Programu III Polskiego Radia, rejestrując własne kompozycje z tekstami Jana Tomasza: „Daleko przed siebie” i „Cały maj”, która w maju 1970 była notowana na Liście Przebojów Programu III.
Na początku lat 70. współtworzyła żeńskie trio wokalne, które współpracowało z Czesławem Niemenem oraz z zespołami Skaldowie i Czerwone Gitary (podczas tras koncertowych), a także w zespołach prowadzonych przez Janusza Komana: Pokolenie (w sierpniu 1972 zespół zarejestrował w Polskim Radiu Lublin piosenki „Dwa anioły” i „Ziemi puls”) i Koman Band.
W 1973 wystąpiła na Festiwalu Wokalistów Jazzowych w Lublinie oraz zaśpiewała utwory „Po co ci to, chłopcze?” i „Umarłe krajobrazy” na 11. Krajowym Festiwalu Polskiej Piosenki w Opolu. W 1974 za utwór „Papierowe ptaki” otrzymała nagrodę za najlepszą aranżację podczas 12. KFPP w Opolu, a rok później za numer „Niech moje serce kołysze ciebie do snu” zdobyła główną nagrodę na 13. edycji festiwalu. Również w 1975 została uznana za najpopularniejszą wokalistkę w Polsce w plebiscycie magazynu muzycznego „Non Stop”, który okrzyknął także jej utwór „Niech moje serce…” piosenką roku. W 1976 wystąpiła na Festiwalu Piosenki Radzieckiej w Zielonej Górze, a w następnym roku została ponownie okrzyknięta najpopularniejszą wokalistką w Polsce w plebiscycie „Non Stop”. W 1978 z utworem „Modlitwa o miłość prawdziwą” zajęła czwarte miejsce na 16. KFPP w Opolu. W następnym roku z utworem „Wspomnienie tych dni”, wykonanym w duecie ze Zbigniewem Wodeckim, zwyciężyła w konkursie „Premier” na 17. edycji festiwalu.
W latach 1979–1981 prowadziła klasę śpiewu w Akademii Muzycznej w Katowicach. Przez rok pracowała również z młodymi piosenkarzami w Teatrze Muzycznym w Gdyni. W 1980 została okrzyknięta piosenkarką roku, a w 1981 wystąpiła z utworem „Psalm stojących w kolejce” na 19. KFPP w Opolu. Utwór był częścią oratorium Ernesta Brylla do muzyki Wojciecha Trzcińskiego Kolęda Nocka, w którym występowała Prońko. Po wprowadzeniu stanu wojennego przedstawienie zostało zdjęte z afisza. Kilkakrotnie śpiewała na festiwalu jazzowym Jazz Jamboree, a także na Praskim Festiwalu Jazzowym i Festiwalu w Castlebar. W 1986 za wykonanie utworu „Wielki szary nikt” otrzymała wyróżnienie na 23. KFPP w Opolu.
W 1991 założyła własne wydawnictwo płytowe Power Music. W latach 1992–1995 zajmowała się dziennikarstwem muzycznym, prowadziła wiele autorskich programów radiowych. Wielokrotnie prowadziła warsztaty bluesowe dla wokalistów w Bolesławcu. Od października 2001 prowadziła klasę śpiewu na Uniwersytecie Marii Curie-Skłodowskiej na Wydziale Artystycznym w Instytucie Muzyki w Lublinie.
Wraz z Markiem Kościkiewiczem i Markiem Tysperem wiosną 2010 zasiadała w jury pierwszej edycji programu TVP1 Śpiewaj i walcz. W 2013 wystąpiła na gali jubileuszowej – Opole! Kocham Cię! podczas 50. KFPP w Opolu.
W latach 2014–2018 była radną Rady m.st. Warszawy; mandat uzyskała z listy Platformy Obywatelskiej.
W 2015 wystąpiła gościnnie na płycie Albo Inaczej z interpretacją utworów „Oszuści” i „Dyskretny chłód”, a rok później zaśpiewała utwór „Jesteś lekiem na całe zło” w koncercie „Grand Prix Publiczności – Złote Opole” podczas 53. KFPP w Opolu. 10 listopada 2018 wystąpiła podczas Koncertu dla Niepodległej, na którym z chórem Sound’n’Grace wykonała utwór „Mury” Jacka Kaczmarskiego. W 2024 z utworem „Tempus fugit” zajęła 11. miejsce w wewnętrznych eliminacjach wyłaniających reprezentanta Polski w 68. Konkursie Piosenki Eurowizji.

## Odznaczenia
- Odznaka „Zasłużony Działacz Kultury” – 1979[20]
- Srebrny Medal „Zasłużony Kulturze Gloria Artis” – 2008[21]
- Odznaka Honorowa za Zasługi dla Województwa Lubuskiego – 2007[22]
- Medal Stulecia Odzyskanej Niepodległości – 2019[23][24]

## Dyskografia

### Albumy solowe
- 1975 – LP Krystyna Prońko (PN Muza)
- 1978 – LP Deszcz w Cisnej (PN Muza/Pronit)
- 1980 – LP 1980 (Wifon)
- 1983 – LP Krystyna Prońko[25] (Poljazz/Pronit)
- 1984 – LP Kolędy (Poljazz/Pronit)
- 1987 – LP Subtelna gra (Wifon)
- 1989 – LP Album (Pronit)
- 1990 – LP Firma „Ja i Ty” (duety) (PN Muza)
- 1994 – CD Jesteś lekiem na całe zło (nagrania z LP Krystyna Prońko ze zmianami plus utwory dodatkowe) (KOCH International)
- 1998 – CD Złość (P.M. Krystyna Prońko)
- 1999 – CD Kolędy i piosenki świąteczne (P.M. Krystyna Prońko)
- 2006 – CD Jestem po prostu... (P.M. Krystyna Prońko)
- 2020 – CD Lubię...specjalne okazje (P.M.Krystyna Prońko)
- 2023 – LP Album (P.M.Krystyna Prońko) reedycja
- 2023 – LP Pora Wesołych Świat (P.M.Krystyna Prońko)
- 2023 – CD Pora Wesołych Świat (P.M.Krystyna Prońko)

### Albumy koncertowe
- 1997 – CD Supersession II Live (Polskie Nagrania)
- 2012 – CD Recital Trio Live: Prońko, Raminiak, Wendt (P.M. Krystyna Prońko)
- 2021 – LP Supersession II Live (P.M.Krystyna Prońko) reedycja

### Kompilacje
- 1992 – CD Krystyna Prońko 72–92 vol.1 i vol.2 (MJM Music PL)
- 2000 – CD Osobista kolekcja 1 (P.M. Krystyna Prońko)
- 2000 – CD Osobista kolekcja 2 (P.M. Krystyna Prońko)
- 2001 – CD Subtelna gra – Złota kolekcja (Pomaton)
- 2002 – CD Osobista kolekcja 4 (Polskie Radio SA)
- 2003 – CD Osobista kolekcja 3 (Polskie Radio SA)
- 2007 – CD Poranne łzy i inne tęsknoty (P.M. Krystyna Prońko)
- 2012 – CD Osobista kolekcja komplet (P.M Krystyna Prońko)
- 2016 – CD Samotna Kolacja (Polskie Radio SA)
- 2018 – CD Dwa Tria (P.M Krystyna Prońko)
- 2022 – CD Edity Remiksy (P.M Krystyna Prońko)
- 2022 – LP Edity Remiksy (P.M Krystyna Prońko)

### DVD
- 2005 – Koncert 2005 (P.M. Krystyna Prońko)

### Single winylowe 45 obr./min.
- 1975 – Niech moje serce kołysze ciebie do snu / Czekanie na piosenkę Opole ’75 – Krystyna Prońko Tonpress SM3
- 1979 – Senna kołysanka / Na drogach i bezdrożach Tonpress S 154
- 1980 – Jutro zaczyna się tu sezon / Poranne łzy Tonpress S 277
- 1980 – Opadają mi ręce / Nasza prywatna wyspa Tonpress S 397
- 1980 – Skok na bank / Kto dał nam deszcz Tonpress S 398

### Płyty zawierające nagrania Krystyny Prońko (lub z jej udziałem)
- 1970 – EP Respekt: „Cały maj”; „Górnik gola” / „Dziura”; „Daleko przed siebie” (PN Pronit N 0611)
- 1970 – LP różni wykonawcy Discorama m.in. Respekt: „Oboje” (PN Pronit XL 0673)
- 1971 – LP Czesław Niemen: Niemen (1. płyta; chórek z Z. Borcą i E. Linkowską) (PN Muza XL 0710)
- 1974 – LP różni wykonawcy: Opole ’74 – Premiery (Polskie Nagrania „Muza” SXL 1131)
- 1975 – LP różni wykonawcy Dyskoteka Polskich Nagrań 8 m.in. Krystyna Prońko: „Biedna” (PN Muza SX 1213)
- 1976 – LP różni wykonawcy Opole ’76 – Premiery (Polskie Nagrania Muza SX 1357)
- 1976 – LP różni wykonawcy Zapraszamy do Trójki 1 m.in. Krystyna Prońko: „Niech moje serce kołysze ciebie do snu” (PN Muza SX 1379)
- 1977 – LP różni wykonawcy Zbudujemy nową Polskę m.in. Krystyna Prońko: „Deszcz w Cisnej” (PN Muza SX 1517)
- 1978 – 3 x SP różni wykonawcy: „Interkosmos 1978” S 114, strona A: Krystyna Prońko – „Homokosmos” (Tonpress S 113, 114, 115)
- 1978 – LP różni wykonawcy: Lato Muminków (bajka muzyczna) (Pronit SLP 4001–4002)
- 1979 – LP różni wykonawcy Zapraszamy do Trójki 2 m.in. Krystyna Prońko: „Zaprzęgnę słońce, osiodłam chmury” (PN Muza SX 1738)
- 1980 – LP różni wykonawcy Zapraszamy do Trójki 3 m.in. Krystyna Prońko: „Poranne łzy” (PN Muza SX 1869)
- 1981 – LP różni wykonawcy: Kolęda Nocka (Wifon / Pronit SLP 4017, złota płyta)
- 1983 – LP Halina Frąckowiak: Serca gwiazd (duet w utworze „Tam, gdzie lekki wieje wiatr”) (Wifon LP 051)
- 1988 – LP Big Warsaw Band: Summertime – The Best of George Gershwin (Wifon LP 129)
- 1993 – CD różni wykonawcy Nie zadzieraj nosa – Piosenki Marka Gaszyńskiego m.in. Respekt: „Cały maj” (PN Muza PNCD 248)
- 2005 – DVD różni wykonawcy: Honor jest Wasz – Solidarni
- 2007 – Album CD Różni Wykonawcy – Moje Miasto Gorzów Wielkopolski (utwór „Schody Donikąd”) z okazji obchodów 750-lecia miasta
- 2013 – CD różni wykonawcy: REFlekcje o miłości
- 2015 – CD różni wykonawcy: Albo Inaczej

## Notowane utwory naLiście Przebojów Trójki
| Rok  | Tytuł                                | Najwyższa pozycja | liczba tygodni |
| ---- | ------------------------------------ | ----------------- | -------------- |
| 1983 | Jesteś lekiem na całe zło            | 7                 | 7              |
| 1983 | Bożek gorzelny                       | 18                | 4              |
| 1983 | Może pisać to palcem na wodzie       | 28                | 2              |
| 1985 | Firma: Ja i Ty (& Janusz Panasewicz) | 14                | 8              |
| 1997 | Złość (nieprzytomny mix)             | 23                | 7              |
| 1998 | Opadają mi ręce                      | 46                | 4              |